# Imagen generada por computadora

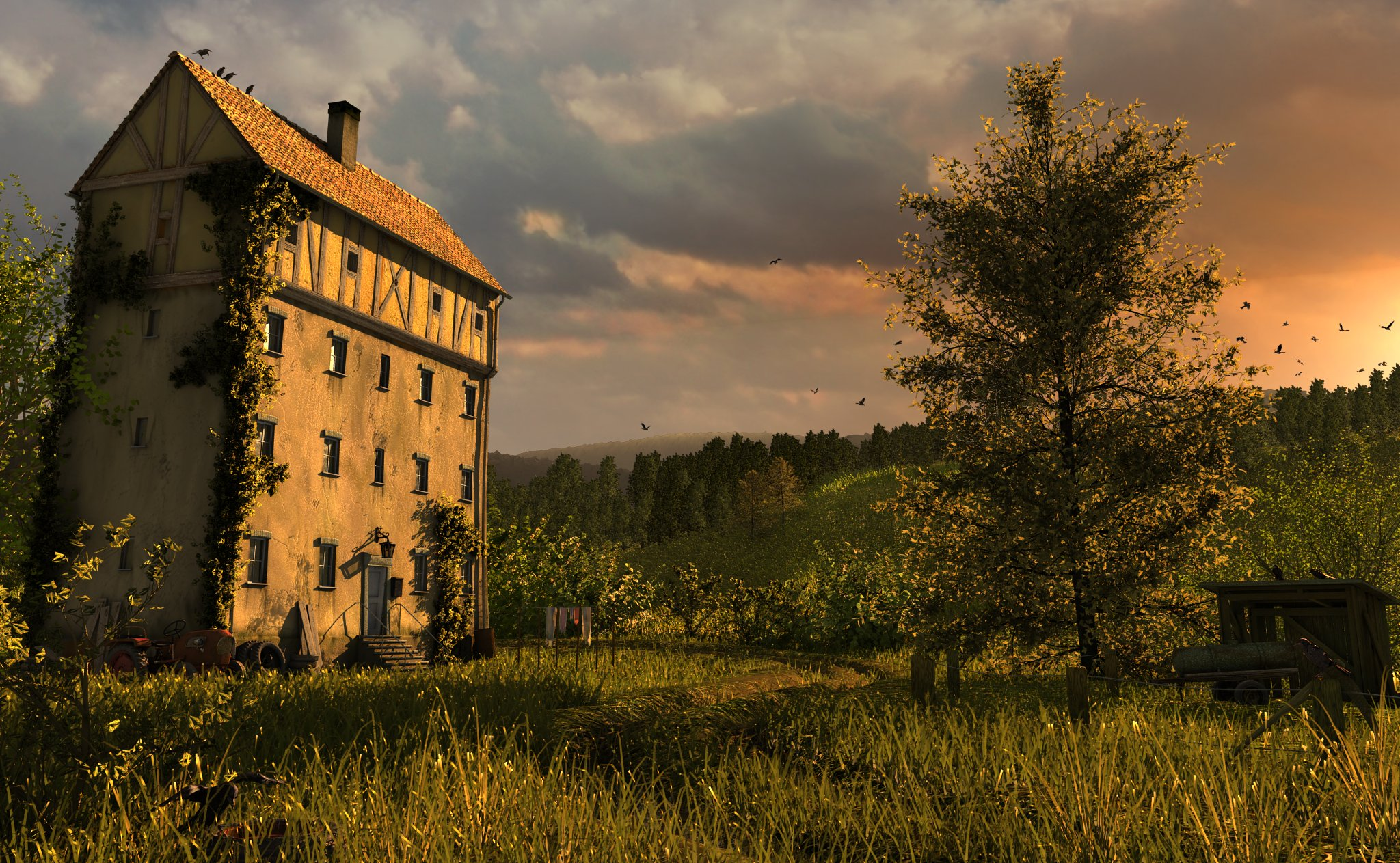
Imagen generada por computadora que muestra una casa al atardecer, hecha en Blender.

Las imágenes generadas por computadora u ordenador (también CGI del inglés Computer Generated Imagery), son el resultado de la aplicación de la infografía y más específicamente, de los gráficos generados por ordenador, en el arte, los videojuegos, las películas, los programas y anuncios de televisión, las animaciones, los simuladores y la simulación en general y, también, en los medios impresos. Hacen referencia a las imágenes generadas íntegramente mediante un ordenador. Las escenas visuales puede ser dinámicas o estáticas dependiendo del uso en el que se quiera componer la imagen por ordenador; y también pueden ser bidimensionales (2D) o tridimensionales (3D). Aunque el término "CGI" es más comúnmente usado para referirse a gráficos de computadora 3D para crear escenas o efectos especiales en películas y televisión, el uso de 2D es importante. El uso de CGI 2D a menudo se conoce erróneamente como "animación tradicional".
Las CGI se aplican mediante gráficos realizados por ordenadores (por computación gráfica, o más expresamente, mediante gráficos en tres dimensiones por computadora) para la creación de imágenes digitales.
Los videojuegos acostumbran a utilizar los gráficos creados mediante ordenadores en tiempo real (difícil y raramente son tratados como CGI), pero también pueden contener escenas de corte preelaboradas, e introducciones en películas que serían aplicaciones típicas de imágenes generadas por computadora, llamadas en inglés Full Motion Video (FMV).
En el cine y la televisión, se recurre a menudo al CGI porque, para muchas situaciones, sale más barato que utilizar métodos físicos como la construcción de maquetas en miniaturas complicadas por su creación de efectos, o a causa del alquiler de mucho vestuario para escenas que requieren una multitud de personas. Sin embargo, este no es el único motivo, aparte del motivo económico existe un motivo de vital importancia y es que esta permite la obtención de imágenes que no serían factibles de ningún otro modo. Sobre el primer motivo, también puede permitir que un artista produzca el contenido sin el uso de actores u otros personajes necesarios en su proyecto, cosa que le sale más rentable económicamente. Y para el segundo caso, y como bien veremos más adelante, uno de los motivos que hace recurrir a este método es la muerte de los actores en medio del rodaje de la película, programa o serie televisiva.
El término "animación CGI" se refiere a CGI dinámico prestado como una película. El término mundo virtual se refiere a entornos interactivos basados en agentes. El software de gráficos por computadora se utiliza para crear imágenes generadas por ordenador para películas, etc. La disponibilidad de software CGI y el aumento de la velocidad de las computadoras han permitido a artistas individuales y pequeñas empresas producir películas, juegos y obras de arte profesionales desde sus computadoras domésticas. Esto ha provocado una subcultura de Internet con su propio conjunto de celebridades globales, clichés y vocabulario técnico. La evolución del CGI llevó a la aparición de la cinematografía virtual en los años noventa, donde las carreras de la cámara simulada no están limitadas por las leyes de la física.

## Historia
La imagen generada por computadora es el término más común utilizado para los gráficos desarrollados en 3D. El estudio de la historia del CGI es una parte importante de nuestra experiencia educativa en general, no necesariamente para saber la trascendencia de su desarrollo sino para definir la evolución de nuestra disciplina.
La evolución ha permitido utilizar esta tecnología en películas, programas de televisión y publicidad, en medios impresos, videojuegos (una de las ramas más atrayentes y que ha permitido su popularidad) pero, cuándo o cómo empezó todo.
Empieza con los videojuegos, en la década de 1940 cuando tras el fin de la Segunda Guerra Mundial las potencias vencedoras construyeron las primeras súper computadoras programables como el ENIAC en 1946, creado para desarrollar programas de ajedrez. Luego existe otro salto en la década de los 60 y, desde entonces, el mundo de los videojuegos no ha cesado de desarrollarse con el único límite que le ha impuesto la creatividad de los desarrolladores y la evolución en la tecnología.
Spacewar! es sin duda uno de los falsos inicios de los videojuegos más populares de la historia, creado en el Massachusetts Institute of Technology en el club de estudiantes que compartían su pasión de construir modelos de ferrocarriles a escala el Tech Model Railroad Club compartían también la pasión por la ciencia ficción, E.E. “Doc” Smith. Así nace Spacewar! un duelo espacial para dos jugadores que vio la luz en 1962, el juego ocupaba 9k de memoria, no obstante, los jóvenes programadores no patentaron su trabajo y tampoco se plantearon su comercialización pues requería de mucha inversión. A pesar de todo esto, es una de las ideas más copiadas en la historia de los videojuegos, de él se escribieron para consolas domésticas de Atari y Magnavox.
William Fetter se acredita el hecho de haber acuñado por primera vez el término gráfico por ordenador en el 1960 para describir su trabajo en Boeing, empresa multinacional aeroespacial y de defensa.
El mundo de los videojuegos no es el único que tiene importancia dentro del entorno de las imágenes creadas por ordenador, también lo es la cinematografía.
El CGI 2D (Bidimensional) fue el primero usado en películas como en Westworld de 1973, aunque el primer uso de imágenes 3D estuviera en su secuela, Futureworld (1976), que presentó una mano generada por ordenador y la cara creada por graduados de la Universidad de Utah, los alumnos Edwin Catmull y Fred Parke.
Las dos primeras películas en las que la CGI intervino fueron Tron (1982) y The Last Starfighter (1984). Las dos fueron fracasos comerciales en taquilla, lo que obligó a la mayoría de directores a relegar esta clase de imágenes a imágenes que hicieran pensar en haber sido creadas por computadora, aunque en la realidad no lo fueran.
El primer personaje verdaderamente creado en imágenes generadas por computadora fue creado por la misma gente que luego fundaría la empresa Pixar para la película Las aventuras del joven Sherlock Holmes en 1985 (sin contar el sencillo personaje poliédrico de Tron que contestaba en binario: sí y no). Este consistía en la representación de un caballero en una vidriera, cuyos vidrios salían de la vidriera, haciendo que el caballero representado en ella cobrara vida propia y caminara por sí solo.
La serie para televisión Capitán Poder y los soldados del futuro del 1987, abre las puertas para el pensamiento de mundos posnucleares concebidos con elementos de alta tecnología y desarrollo de elementos virtuales, pese a no tener mucha acogida, se erigió como un hito en la aplicación de la tecnología CGI en producciones televisivas.
Estas imágenes generadas por computadora “fotorrealistas” (del inglés photorealistic, es decir imagen sintética de aspecto real), no persuadieron a la industria del cine hasta el año 1989, cuando The Abyss (El abismo) ganó el Premio de la Academia de Hollywood en la categoría de Efectos Visuales. Industrial Light and Magic (ILM) produjo efectos visuales CGI fotorrealistas, de los cuales las más notables fueron las de una criatura de agua que imitaba la cara de la protagonista: esta escena figura entre las más recordadas de la película. Fue entonces cuando tuvo un papel central en la película Terminator 2: Judgment Day de 1991, gracias al malvado protagonista Terminator T-1000 que sorprendió a la audiencia por su composición de metal líquido, sus transformaciones morfológicas y a efectos mortales totalmente integrados en las secuencias de acción a lo largo de film. Posteriormente, obtuvo un Òscar en la ILM por sus efectos especiales.
En 1993 Parque Jurásico cambió radicalmente la percepción de la industria, ya que los dinosaurios de la película parecían tan reales y la película integraba tan impecablemente las imágenes generadas por computadora y, desde luego, secuencias reales, que revolucionó la industria cinematográfica. Esta película marca la transición del Hollywood de la animación de movimientos fotograma a fotograma y efectos ópticos convencionales, a las técnicas digitales.
En el año 1994 se crea en Canadá, la primera serie animada totalmente por computadora llamada Reboot, siendo este el primer trabajo comercial 100 % creado a través de la tecnología (ordenador).
Las imágenes generadas por computadora en dos dimensiones (2D) aparecen cada vez más en películas tradicionalmente animadas, complementando a los cuadros (frames en inglés) ilustrados a mano. Sus usos se extendieron del movimiento de «interpolación digital entre cuadros», a pseudoefectos en tres dimensiones (3D) llamativos como la escena de sala de baile en La Bella y la Bestia de la compañía Walt Disney.
Toy Story, de Pixar, y Cassiopeia, de NDR Filmes, fueron los primeros largometrajes totalmente generados por computadora, estrenados en el 1995 y en el 1996 respectivamente. Otros estudios de animación digitales como Blue Sky Studios, de la Twentieth Century Fox, y Pacific Data Images, de Dreamworks SKG se lanzaron en la producción de CGI, y las compañías de animación ya existentes, como fue el caso de la compañía Walt Disney, iniciaron una transición de la animación tradicional a la animación mediante imágenes generadas por ordenador.
Entre el 1995 y el 2005, el presupuesto medio de los efectos para una película subió considerablemente de unos 5 a unos 40 millones de dólares. Según un ejecutivo de uno de los estudios cinematográficos, desde 2005, más de la mitad de películas tienen efectos significativos.
A principios del 2000, las imágenes generadas por ordenador dominan el campo de los efectos especiales. La tecnología progresa hasta al punto que fue posible sustituir digitalmente a los actores por actores virtuales, indistinguibles a simple vista de los actores a los que reemplazaban. Los extras generados por computadora también se empezaron a utilizar de forma generalizada en escenas de multitudes porque era una manera de ahorrar costes de producción y, además, tenía mayor efectividad en la organización. El objetivo de CGI en filmes muestra una detallada lista de pioneros usos de imágenes generadas por ordenador en cinema y televisión.
Las imágenes generadas por ordenador para películas tienen en general una resolución de aproximadamente 1.4-6 megapíxeles (MPx). Toy Story, por ejemplo, tenía un formato de 1536 * 922 (1.42 MPx). El tiempo para generar un cuadro es de unas dos o tres horas, necesitándose diez veces más tiempo para las escenas más complejas. Este tiempo no ha cambiado mucho desde entonces, mientras que la calidad de imagen sí ha progresado considerablemente. Al mismo tiempo, con la mejora del material informático y con máquinas más rápidas, se ha podido aumentar la complejidad de los gráficos. El aumento exponencial de la capacidad de proceso de unidades centrales de procesamiento, así como aumentos masivos en la capacidad de procesamiento paralelo de éstas, de almacenaje y velocidad de memoria y tamaño, han aumentado enormemente el potencial y complejidad de las imágenes generadas por ordenador.
Final Fantasy: The Spirits Within en 2001, fue la primera tentativa de crear una película realista usando únicamente imágenes generadas por ordenador, es decir, sin actores reales. La película fue producida por Square Pictures y mostraba gráficos muy detallados de calidad fotográfica realista. La película fue un fracaso en taquilla, no obstante, y después de crear una última película de estilo visual similar (Final Flight of the Osiris, un cortometraje que sirvió como prólogo a la película The Matrix Reloaded) la compañía Square Pictures cerró.

## Utilización actual
En la actualidad nos encontramos con que las Imágenes generadas por ordenador son usadas en gran cantidad de áreas, industrias y ámbitos de investigación:
- Cine y Televisión: Una de las industrias que más hace uso de estas imágenes es la del cine. La evolución de las imágenes generadas por ordenador y del hardware, permite que cada año veamos películas con efectos especiales cada vez más increíbles y realistas.
- Videojuegos y Realidad Virtual: Si hay algo con lo que todo el mundo asocia la "Imagen generada por ordenador" es en la industria de los videojuegos.
- Marketing y Publicidad: En la actualidad se ha generalizado el uso de imágenes generadas por ordenador para promocionar productos, realizar anuncios y hasta para captar la atención de los potenciales clientes.
- Diseño Industrial y diversas Ingenierías: El desarrollo tecnológico ha conducido a la creación de imágenes generadas por computadora, lo que permiten realizar la comunicación de la ingeniería de diseño en un tiempo menor, con menos recursos logrando una buena compresión del receptor.
- Arquitectura, Urbanismo y Diseño de interiores: Actualmente los estudios usan programas específicos para generar imágenes de los edificios, viviendas y otros proyectos, antes de construirlos para presentarlos a los clientes antes de su aprobación.
- Simuladores: Con fines académico-civiles, académico-científicos y también con fines militares, para el aprendizaje del manejo de diversos tipos de vehículos terrestres, aéreos y marítimos
- Ciencias y Educación: Para representar comportamientos y estructuras de elementos biológicos y geográficos.
- Medicina y veterinaria: Se utiliza para mostrar componentes del cuerpo y organismos microscópicos.
- Arte: Existen exponentes de las artes que se apoyan en las imágenes generadas por computadora para mostrar sus obras.
- Investigación y Tecnología: Un ejemplo es la tecnología asistida de autoestereograma para diversas áreas del desarrollo de nuevas tecnologías visuales.

El desarrollo de tecnologías CGI se muestra cada año en SIGGRAPH, una conferencia anual sobre gráficas realizadas por ordenador y técnicas interactivas. Esta es visitada todos los años por decenas de miles de profesionales de los ordenadores en este sector. Los diseñadores de videojuegos de ordenador y tarjetas de video o gráficas 3D, se esfuerzan cada vez más por conseguir la misma cualidad visual para películas en imágenes generadas por computadora y animación, en computadoras personales, en tiempo real, y en tanto como lo la tecnología permite. Con el rápido progreso de la calidad de interpretación o Render en tiempo real, los artistas empiezan a usar motores de render para juegos en filmes no interactivos. Esta forma de arte en conocida actualmente como Machinima.

La realización de paisajes fractales es una de la aplicaciones más representativas del uso de computadoras para la creación de imágenes. También se destaca su uso en la creación de efectos especiales.

Aplicaciones de imagen generada por computadora en diferentes áreas
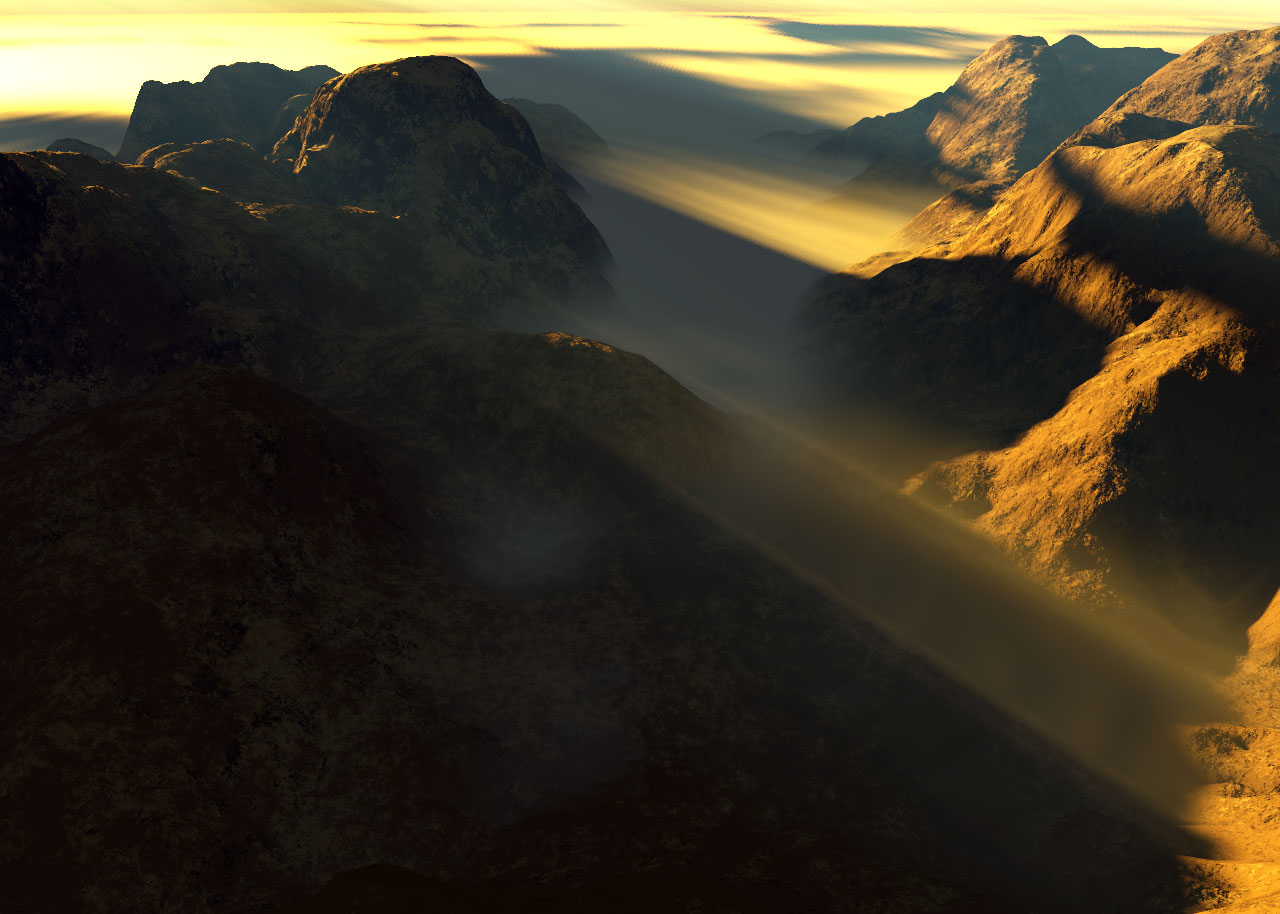
Cine
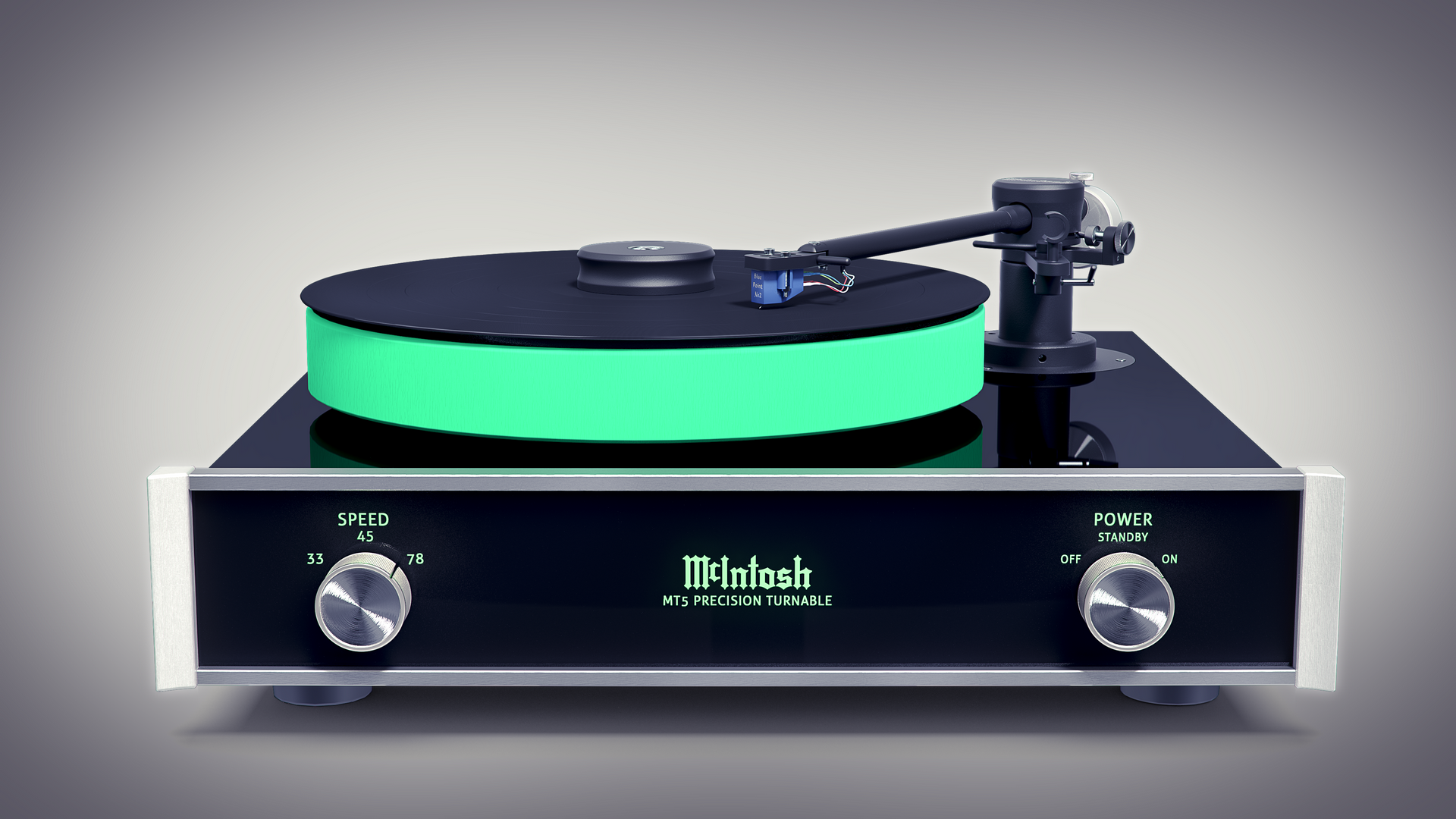
Diseño Industrial
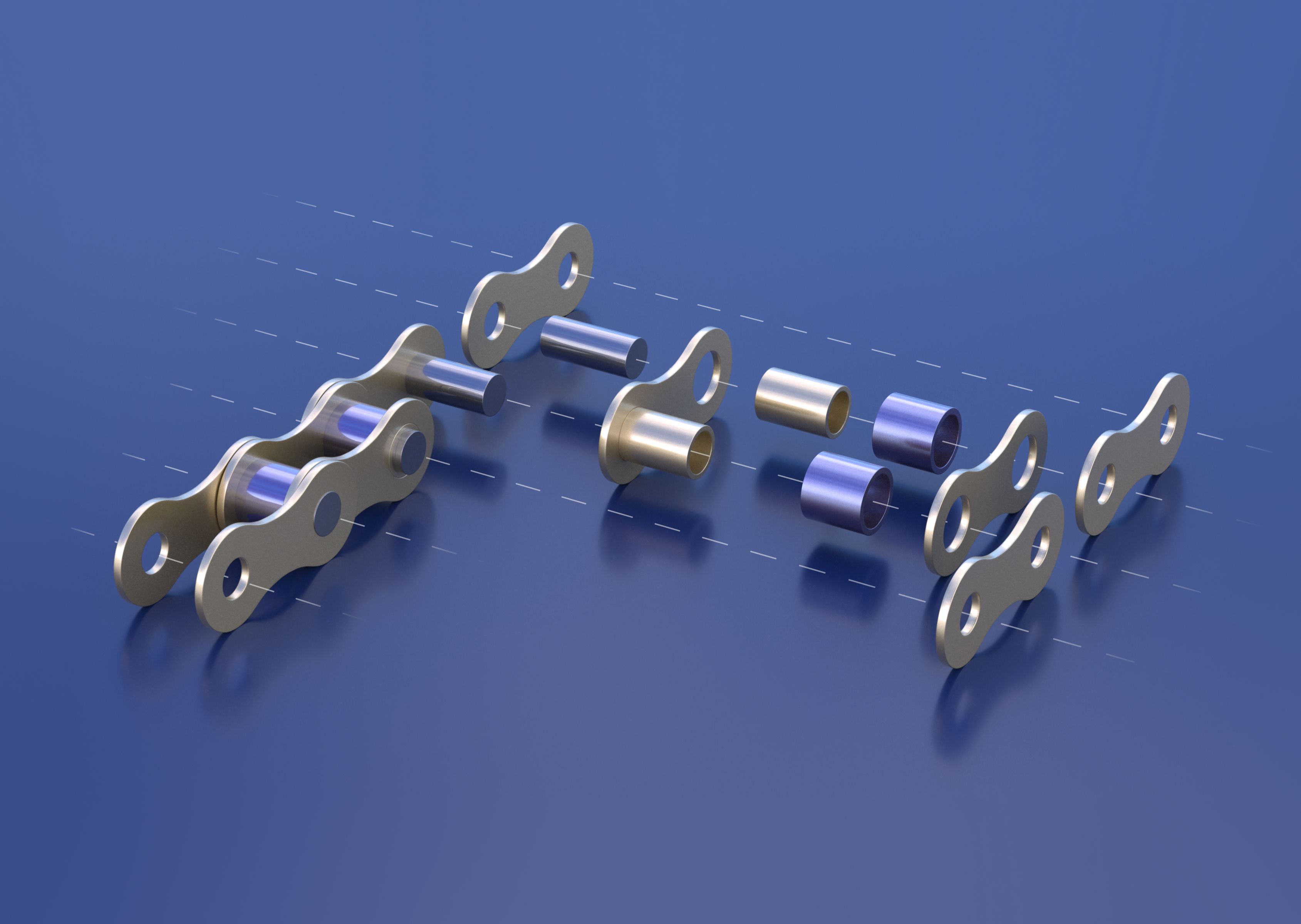
Ingeniería Industrial
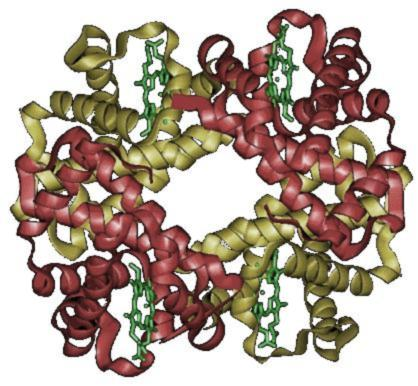
Microbiología
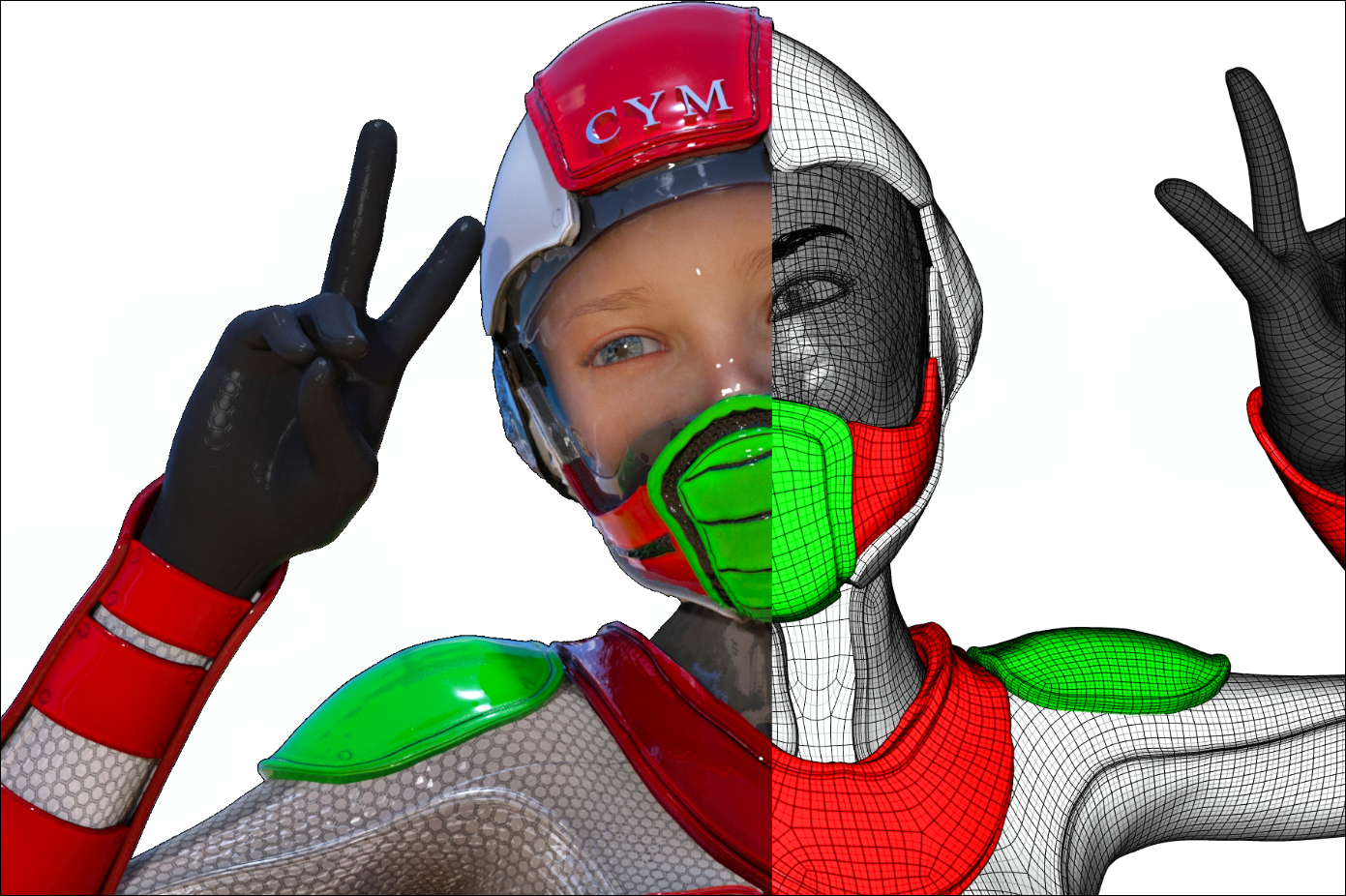
Realidad Virtual
Videojuegos
Medicina
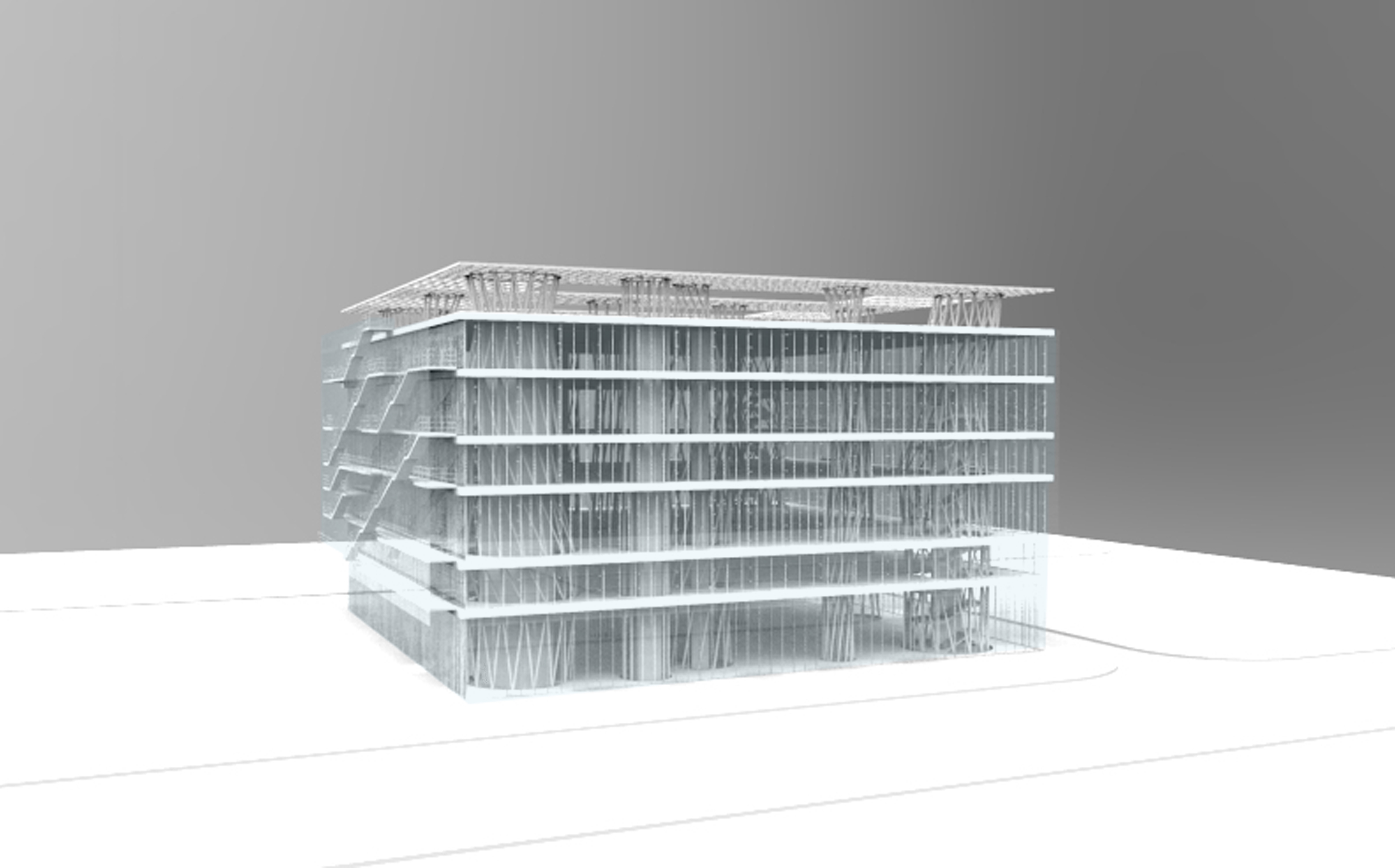
Arquitectura
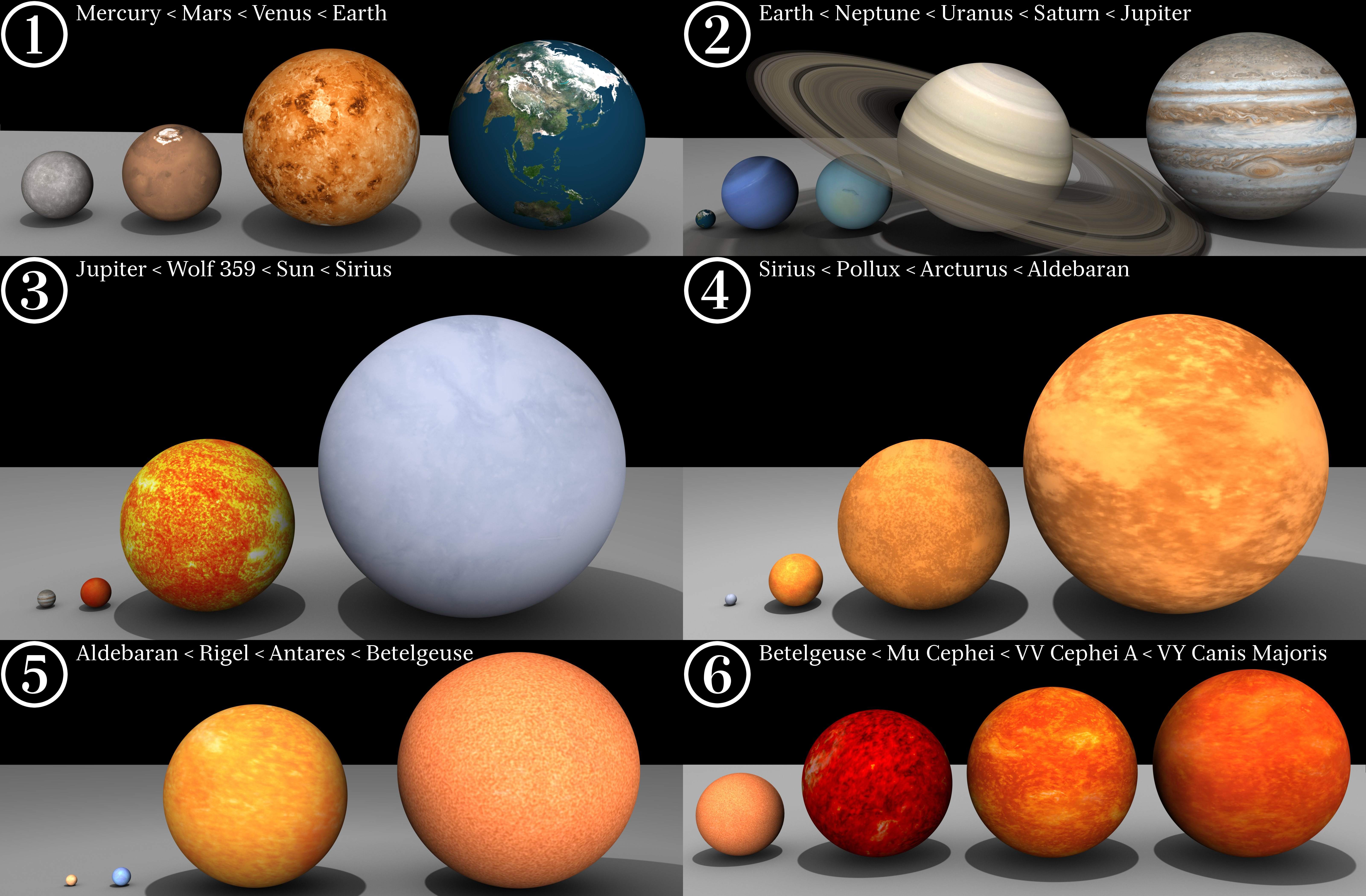
Educación
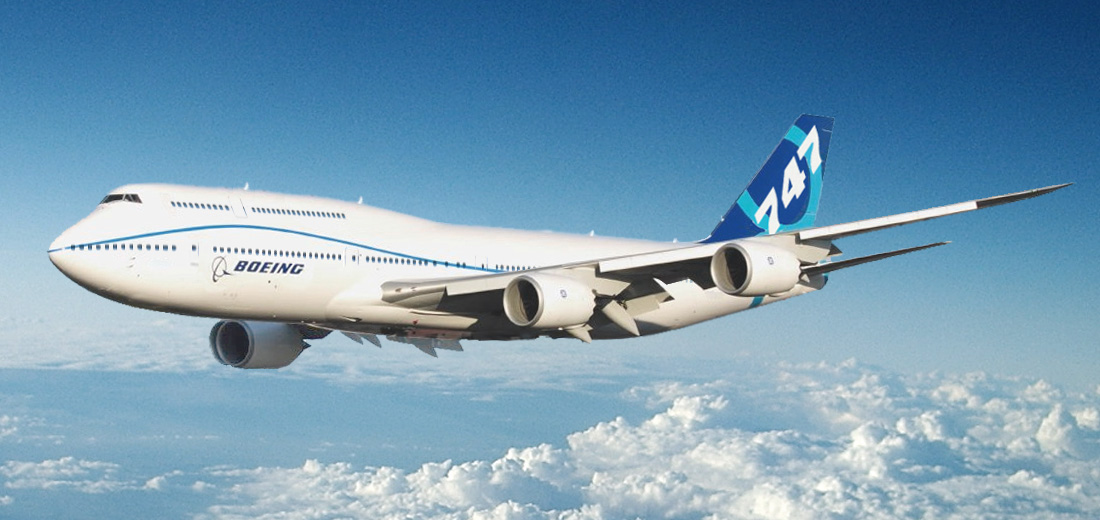
Marketing
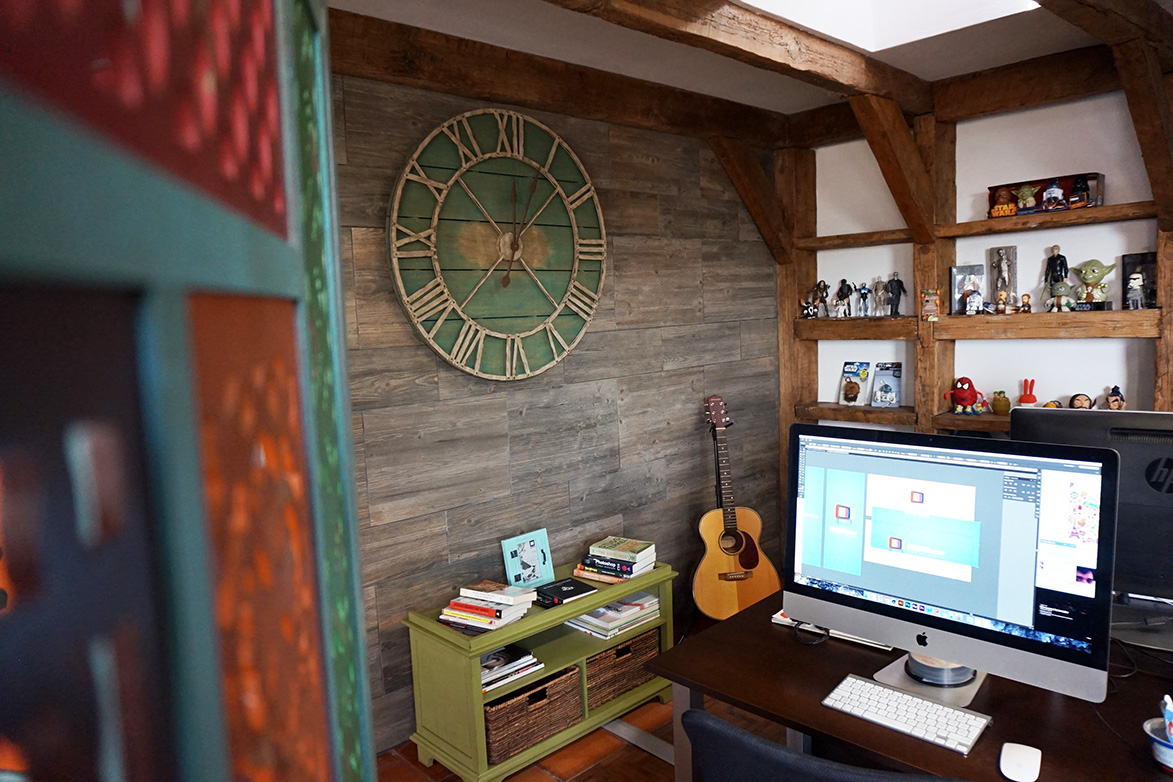
Diseño de Interiores
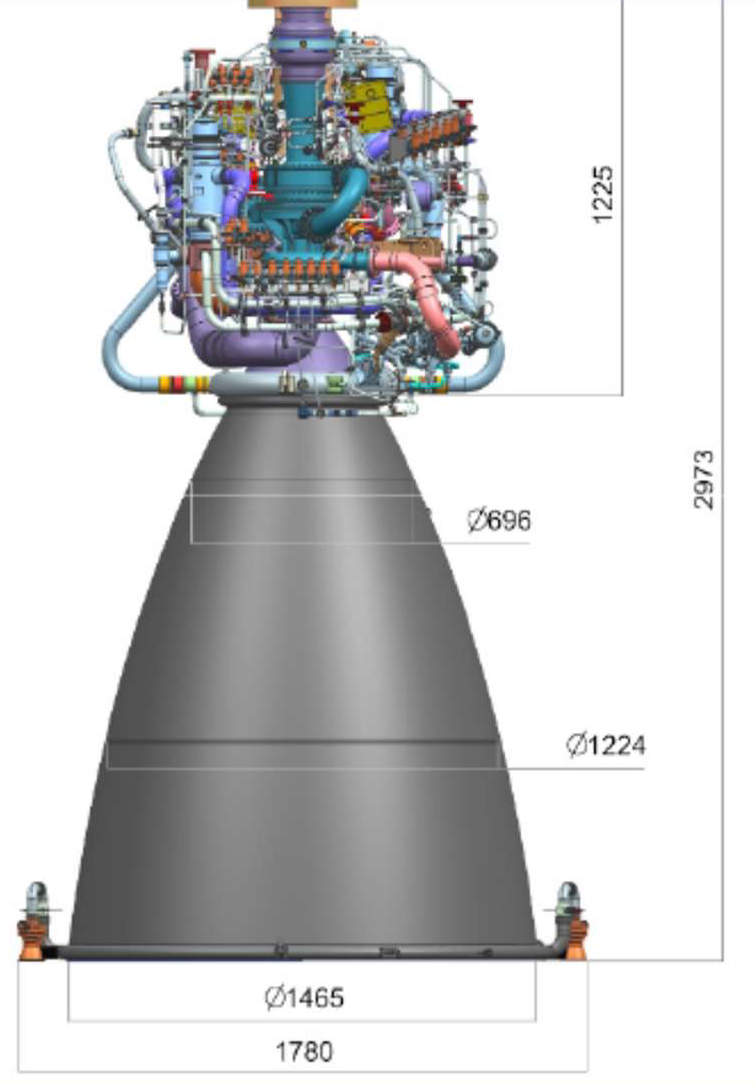
Ciencia aeroespacial
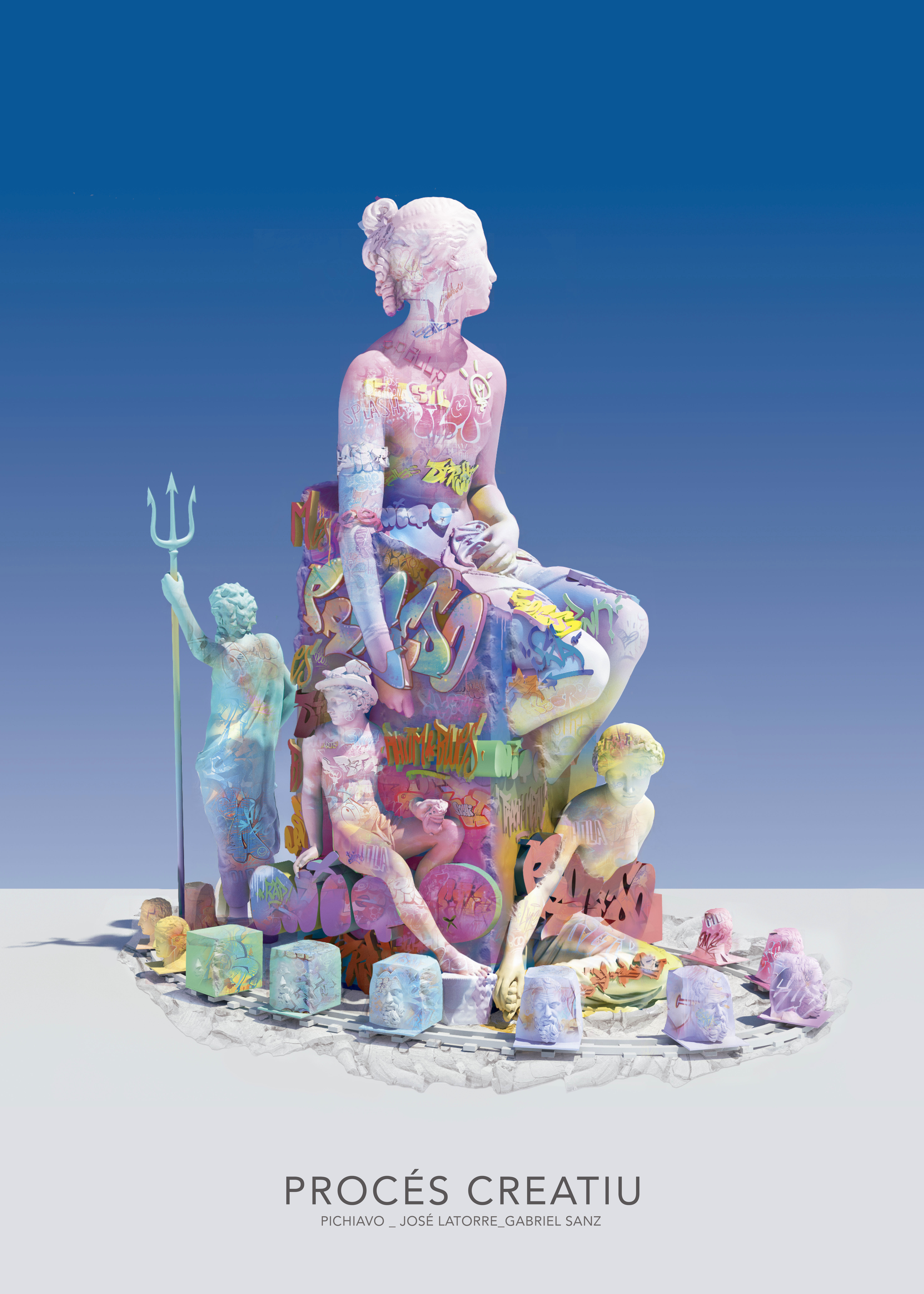
Arte Contemporáneo
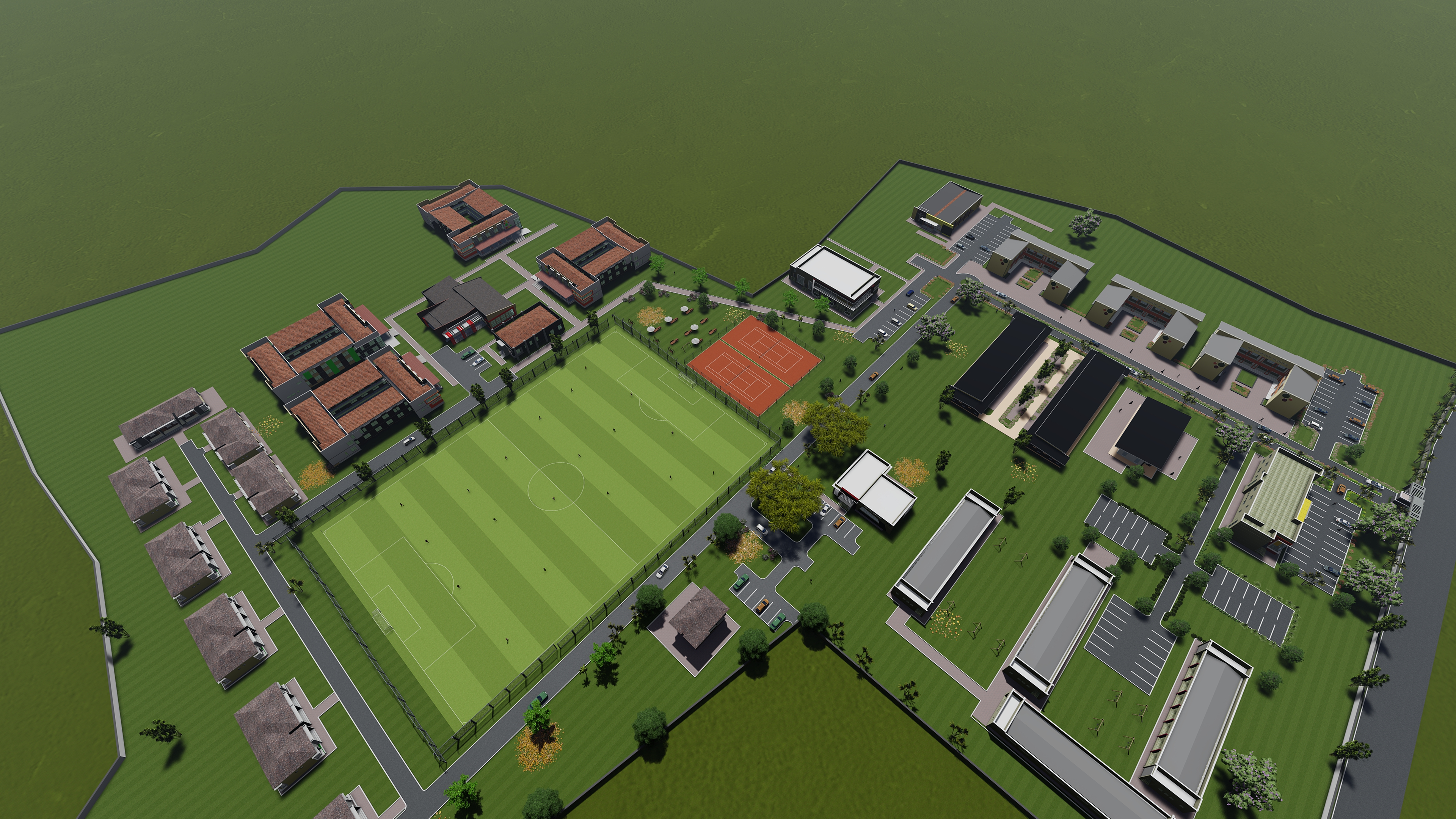
Urbanismo
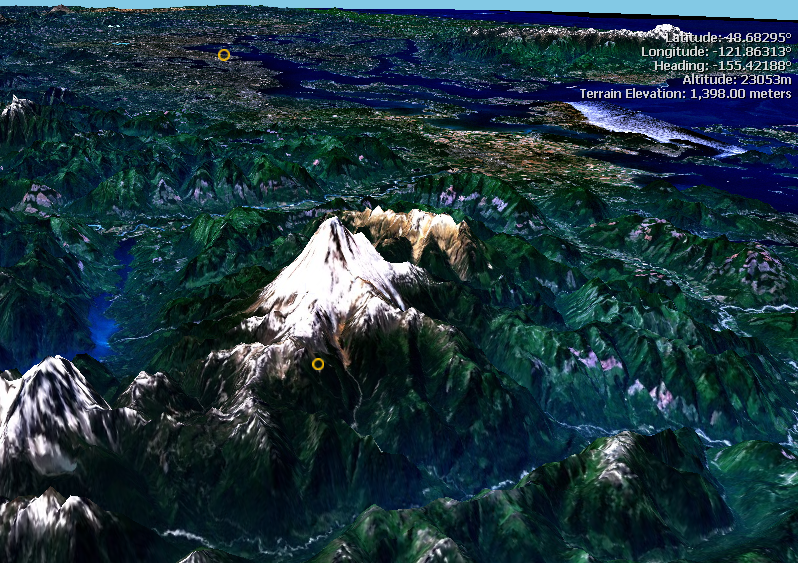
Simulador

## Creación de personajes y objetos mediante ordenador
La animación por ordenador combina la gráfica de Vector con el movimiento programado. El punto de partida es, a menudo, una figura de palo en la cual la posición de cada aspecto físico (partes del cuerpo, boca, etc.) es definida por un avatar (variable de animación del inglés “Animation Variable”). El CGI es otro término para la animación por ordenador, pero en general se refiere a las imágenes en 3D de alta definición con el gran énfasis en las películas.
Hay diferentes maneras de generar los valores de Avar para obtener un movimiento realista. La captura de movimiento usa luces o marcas metálicas pegadas en una persona real que actúa y proviene del movimiento, rastreada por una cámara de vídeo. El Avar puede ser puesto en mano usando una palanca de mando (Joystick) u otro control de entrada. La película Toy Story no usa ningún rastreo de movimiento, probablemente porque el control es elaborado un por un animador experto y puede producir efectos no fácilmente representables con una persona humana real.
- Elemento de lista de viñetas

## Animación por ordenador
Mientras las imágenes generadas por computadora son estáticas, la animación por computadora es la técnica de creación de imágenes en movimiento, que combina los gráficos vectoriales con el movimiento programado. El punto de partida es a menudo una figura de palo en la cual la posición de cada rasgo (miembro, boca, etc.) se define por un avar (variable de animación del inglés animation variable).

## Aplicado en el mundo audiovisual
Pero, ¿qué pasa en el caso de que un actor muera en medio de un rodaje? Esto ha pasado en numerosas ocasiones.
En el caso, por ejemplo, de la película El Imaginario del Doctor Parnassus, en el que el actor principal murió en medio de la producción, pero la solución para esta entrega no fue a través de las imágenes generadas por ordenador sino que, como el argumento era bastante fantástico, contrataron a diversos actores que representaban el mismo personaje.
No siempre se puede solucionar este problema cambiando los actores. Hay veces que hasta se tiene que cancelar la producción o modificar el guion.
Pero a veces sí se recurre a esta técnica, como es el caso de Fast and Furious 7, en la que en medio del rodaje, Paul Walker murió siendo él uno de los protagonistas. En esta entrega decidieron rendirle homenaje acabando la película con la ayuda de las imágenes por ordenador.
Esta tecnología se utiliza desde hace más de dos décadas. En 1994 se usó CGI para devolver a la vida en "El Cuervo" a Brandon Lee, hijo de la estrella de las artes marciales Bruce Lee, quien falleció en medio del rodaje de la película. También se utilizó en 2000 para completar las escenas que el actor Oliver Reed no pudo terminar al morir mientras filmaba "Gladiator".
Pero la técnica por entonces era algo rudimentaria. En cambio, los especialistas señalan que ahora casi no se distinguen las partes generadas con computadora de las realmente filmadas.
La muerte de Paul Walker causó una gran conmoción entre los seguidores de la saga "Rápido y Furioso".
Además de CGI -que en el caso de "Fast & Furious 7" es obra del estudio de efectos especiales del director neozelandés Peter Jackson- para recrear a Paul Walker los productores del filme han utilizado como dobles de cuerpo a dos hermanos del actor y han recurrido a planos traseros en los que no se ve su rostro. Aunque el estudio Universal por el momento no ha querido desvelar qué escenas llegó a rodar el actor.
También reciclaron escenas de las películas anteriores de la saga en las que aparecía Walker y que nunca se habían usado, adaptando el guion del filme para que encajaran. No solo tuvieron que cambiar el guion para que encajaran estas escenas sino también la dirección del filme en general, dotando el final de una gran carga emocional dedicado a Paul Walker.
Según informaba hace un tiempo la prensa estadounidense, los retrasos en el rodaje causados por el fallecimiento de Walker, sumados al uso de CGI, que sigue siendo una tecnología muy costosa, hicieron que el presupuesto del filme aumentara en US$50 millones, hasta alcanzar los US$250 millones.

## Modelado
Llamamos modelado al proceso de creación de una representación matemática de un objeto, de una superficie o de una escena en 3D, con lo que obtenemos es un modelo 3D. Una vez creado, se puede mostrar como imagen 2D a través del renderizado o crearlo físicamente con impresión 3D.
La técnica más usada para construir un modelo en tres dimensiones es el modelado mediante polígonos. Se trata de construir polígonos conectados entre sí para modelar los objetos. De esta manera, cuantos más polígonos se componga el modelo en cuestión, más cercano será a la realidad el objeto que se quiere modelar. Para facilitar este proceso se puede usar la técnica llamada LowPoly, en la que se usan dos imágenes de referencia diferentes del objeto que se quiere modelar: una que será de frente y otra que será de perfil (se puede añadir una tercera imagen con la vista en altura). Así, se empieza con un único polígono, el cual se le va dando una forma que se ajusta a las imágenes de referencia, alternando las distintas vistas comentadas previamente, hasta llegar a un modelo final con la mayor precisión de detalle.
Para estos procesos contamos con algoritmos y programas desarrollados con la finalidad de ser autosuficientes en la creación de imágenes como por ejemplo:
- The painting fool
- AARON
- The Next Rembrandt

## Imágenes estáticas y paisajes
No solo las imágenes animadas forman parte de imágenes generadas por ordenador, sino que también se da en los paisajes naturales (como paisajes fractales) ya que también se generan a través de algoritmos informáticos. Una manera simple de generar superficies fractales es usar una extensión del método de malla triangular, basándose en la construcción de algún caso especial de una curva de Rham. Por lo tanto, un mapa topográfico con diferentes niveles de altura puede ser creado utilizando algoritmos fractal relativamente sencillos. Uno de los fractales típicos y fáciles de programar usados en CGI es el fractal del plasma.
Se han investigado y desarrollado un gran número de técnicas específicas para producir efectos generados por ordenador altamente enfocados, como por ejemplo, el uso de modelos específicos para representar el desgaste químico de las piedras para modelar la erosión y producir una "apariencia envejecida" para una determinada superficie a base de piedra.

## Escenas arquitectónicas
Los arquitectos modernos utilizan los servicios de las firmas gráficas de computadoras para crear modelos tridimensionales para clientes y constructores. Estos modelos generados por computadora pueden ser más precisos que los dibujos tradicionales. La animación arquitectónica (que proporciona películas de animación de edificios, en lugar de imágenes interactivas) también se puede utilizar para ver la posible relación que tendrá un edificio con el medio ambiente y sus edificios que lo rodean. La prestación de espacios arquitectónicos sin el uso de herramientas de papel y lápiz es ahora una práctica ampliamente aceptada con una serie de sistemas de diseño arquitectónico asistido por ordenador y con programas específicos para su creación.
Las herramientas de modelado arquitectónico permiten visualizar un espacio y realizar "walk-throughs" de manera interactiva, proporcionando así "entornos interactivos" tanto a nivel urbano como de edificios. Las aplicaciones específicas en la arquitectura no solo incluyen la especificación de estructuras de edificios, como lo son las paredes y las ventanas, y walk-throughs, sino sobre todo los efectos de la luz y cómo la luz solar afectará un diseño específico en diferentes momentos del día.
En algunas aplicaciones, las imágenes generadas por ordenador se utilizan para "invertir ingeniería" en edificios históricos. Por ejemplo, una reconstrucción generada por ordenador del monasterio de Georgenthal en Alemania se derivó de las ruinas del monasterio, pero proporciona al espectador una "apariencia" de lo que el edificio habría parecido en su día. Esto también pasa con las ruinas de la antigua Roma, gracias a los programas y a las investigaciones se puede recrear un espacio que ya no existe.

## Modelos anatómicos
Los modelos generados por ordenador utilizados en la animación esquelética no siempre son anatómicamente correctos. Sin embargo, organizaciones como el Scientific Computing and Imaging Institute han desarrollado modelos anatómicamente correctos basados en la creación mediante ordenadores, y se pueden utilizar tanto para fines educativos como profesionales (operaciones).
En las aplicaciones médicas modernas, los modelos específicos del paciente se construyen en 'cirugía asistida por ordenador'. Por ejemplo, en el reemplazo total de rodilla, la construcción de un detallado modelo específico del paciente se puede utilizar para planificar cuidadosamente la cirugía. Estos modelos tridimensionales suelen ser extraídos de múltiples tomografías computarizadas de las partes apropiadas de la propia anatomía del paciente. Estos modelos también se pueden utilizar para la planificación de implantaciones de válvulas aórticas, uno de los procedimientos comunes para el tratamiento de enfermedades del corazón. Dado que la forma, el diámetro y la posición de las aberturas coronarias pueden variar enormemente de un paciente a otro, la extracción de un modelo que se asemeja mucho a la anatomía de la válvula del paciente puede ser altamente beneficiosa en la planificación del procedimiento.

### Conceptos asociados
- Render (Renderización; renderizado)

- Diseño asistido por computadora
- Historia del diseño asistido por computadora
- Gráficos 3D por computadora
- Computación gráfica
- Visualización de Arquitectura

### Terminología básica
- 3D (Tridimensional)
- 2D (Bidimensional)
- Coordenadas cartesianas
- Topología geométrica

### Temas relacionados
- Iteración
- Proceso de diseño
- Presentación
- Infografía